# 梅格里 (阿摩尔滨海省)
梅格里（法語：Mégrit）是法国阿摩尔滨海省的一个市镇，位于该省东部，属于迪南区。该市镇总面积20.63平方公里，2009年时的人口为723人。

## 人口
梅格里人口变化图示